# Teranyina

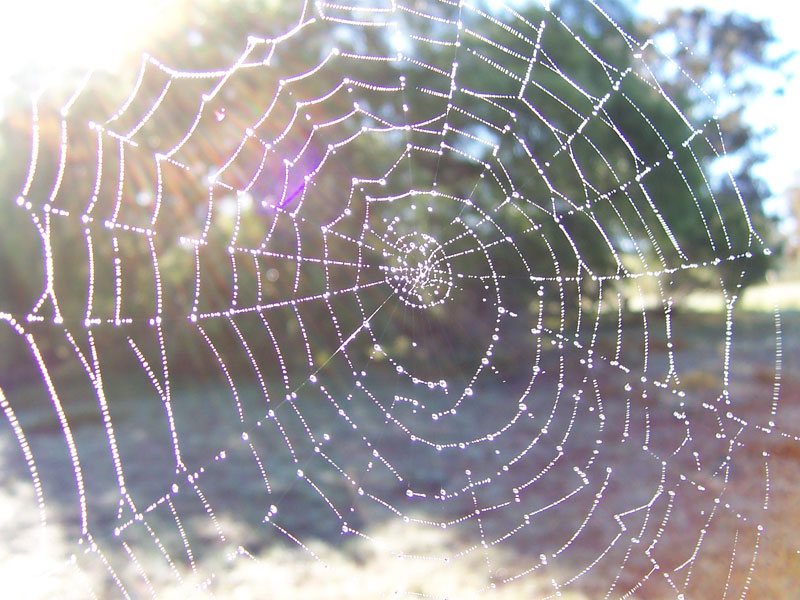
Teranyina amb rosada

Una teranyina és una xarxa construïda per una aranya amb la seda produïda per les fileres de les glàndules sericígenes que posseeix al final de l'abdomen. Tenen la funció de parany per a capturar preses; en determinats casos també els serveix d'habitacle i de protecció davant depredadors.
A les comarques tarragonines també se l'anomena titaranya, i a les terres de Lleida i València, telarany.
A part de les aranyes, hi ha altres artròpodes que fan telaranys, normalment com a refugi. Per exemple, podem trobar àcars de la família dels tetraníquids o arnes (lepidòpters) del gènere Yponomeuta.

## Sistema eficient de caça
Si totes les aranyes fabriquen seda, no totes fan teranyina; en l'evolució a principi la seda servia per a fabricar el capoll per protegir els ous. De fet les aranyes més primitives no en fan i, per tant, l'elaboració de teranyines és una evolució posterior.
Les teranyines permeten a l'aranya atrapar preses sense haver de gastar energia per a caçar-la. Per tant, és un mètode més eficient de collita d'aliment. Hi ha una despesa molt important per a teixir-la, però després pot estar immòbil molt de temps el que fa un gran estalvi energètic.

## Tipus de seda
Els tipus de teranyina depenen en part del tipus de seda que produeix l'animal. Les aranyes tenen diferents glàndules localitzades a l'abdomen que produeixen els fils de seda. Cada glàndula produeix un fil per a un propòsit especial. S'han identificat set tipus de glàndules sericígenes diferents, encara que cada espècie d'aranya només en té alguns, però mai tots set alhora.
Normalment una aranya tindrà tres parells de fileres, però hi ha aranyes que només en tenen un i d'altres quatre, cada filera amb una funció particular. Algunes sedes d'aranya són més fortes que acer del mateix gruix; s'estudia la microestructura del material per a desenvolupar aplicacions industrials.

## Reciclatge del material
Teixir una teranyina requereix una gran despesa de proteïnes requerides en la secreció de seda. A més a més, al cap d'un temps la seda perd adhesivitat i es farà ineficient per capturar preses. Per això no és rar veure aranyes que diàriament consumeixen la seva pròpia teranyina per recuperar part del material. Així certes aranyes teixeixen una nova tela cada nit, ja que la seda fresca és una trampa més eficaç. La vella seda és reingurgitada.

## Tipus de teranyina
Certes aranyes teixeixen teles en forma d'embut, altres en forma de fulla i d'altres fan les característiques teles espirals que popularment s'associen a l'aranya. Aquestes teles poden ser fetes amb seda de diferents propietats físiques depenent de l'espècie d'aranya.
Segons el pla geomètric, les teles poden ser teixides:
- en un pla vertical, com la majoria de teranyines espirals;
- en un pla horitzontal, com les teranyines en fulla;
- en qualsevol angle intermedi.

Algunes teles, especialment les que tenen forma de fulla, presenten a més a més embolics irregulars de seda, que serveixen per desorientar i interceptar insectes voladors, el que n'afavoreix la captura. També poden ajudar a protegir l'aranya de depredadors aeris com algunes aus i insectes, com les vespes.

### Teranyina geomètrica o orbicular
És una estructura generalment vertical, amb un marc de base, radis que van fins al centre i un dibuix de fil espiral de seda enganxosa que li dona consistència. Segueix una pauta bastant regular, que poden elaborar en menys d'una hora:
1. L'aranya llança un primer fil de seda al vent a partir d'un punt elevat. Si s'agafa en alguna part, el tiba tant com pot.
2. Fabrica un nou fil distès que subjecta en l'extrem del primer.
3. Torna fins a un punt central del fil distès i baixa fins a un tercer punt d'ancoratge creant doncs un tercer fil, aquesta vegada vertical.
4. Aquests tres punts formen un Y, i des del centre elabora fils radials que li permetran localitzar les preses.
5. Construeix la part espiral des del centre cap a fora per donar consistència al conjunt.
6. Finalment comença a produir una seda enganxosa i torna sobre els seus passos devorant el primer fil espiral que reemplaça pel que servirà per entrampar les preses. En la part més central deixa la seda seca.

Aquest tipus de tela és teixit per unes tres mil espècies d'aranyes, la majoria de la família dels aranèids. Les teles de les Nephila gegants de Madagascar atenyen fins a dos metres de diàmetre i poden capturar petits ocells i rat-penats.

### Tela en hamaca o en fulla
Són un laberint de fils de seda enganxosa i no enganxosa, entrecreuats entre herbes o branques que bloquegen el pas d'insectes. Aquests acaben caient a l'estructura horitzontal en forma d'hamaca o de fulla, que està teixida a sota. L'aranya, que s'aguanta cap per avall sota l'hamaca, ataca llavors la presa a través de la tela i repara els desperfectes quan acaba el seu àpat.
En molts prats es pot observar la rosada matinal que mulla una gran densitat d'hamaques teixides pels linífids. També hi ha les aranyes socials tropicals que viuen en una colònia en immenses teles que poden arribar a cobrir pràcticament un arbre.

### Tela en llençol o en embut
Està constituïda per una tela horitzontal que té un embut situat o bé al centre o bé a un angle, que serveix de refugi i és on s'amaga l'aranya. Aquest seria el model d'alguns agelènids com les Tegenàries, unes aranyes habituals en cellers i cases antigues.

### Altres exemples
Un altre exemple és un enreixat de seda teixit en tres dimensions, una estructura molt lleugera i que és model típic dels fòlcids, aranyes de potes llargues i fines que es poden trobar en els sostres de moltes cases.

## Forma de caçar amb teranyines
L'aranya se situa a sobre o al voltant de la teranyina i espera que una presa caigui atrapada. L'aranya pot notar l'impacte i els moviments per alliberar-se de la víctima per les vibracions transmeses a través dels fils que conformen la teranyina.
Les aranyes no solen quedar enganxades en el seu propi fil; tanmateix, no són immunes a aquest fet i la manera d'evitar-ho és una altra. Algunes parts de la tela són enganxoses, mentre que d'altres no. Per exemple, si una aranya ha decidit esperar al voltant dels extrems de la seva tela, pot embastar una línia cap al centre de fil no enganxós per monitorar el moviment en la tela. Les aranyes han de ser molt curoses i únicament moure's als fils no enganxosos en les seves teles.
Al centre de la teranyina, l'aranya és una presa altament visible per a aus i altres depredadors. Per això moltes aranyes diürnes de tela espiral redueixen aquest risc i s'amaguen en un extrem, amb una pota en contacte amb un fil. Altres aparenten ser indesitjables o immenjables.
Algunes espècies d'aranyes no fan servir teles per capturar preses directament, sinó que ataquen des d'amagatalls o perseguint-les obertament. Certes espècies fins i tot combinen ambdós mètodes de carrera i filada en els seus hàbits alimentaris. Teixeixen petites teles que adhereixen a les seves ànegues frontals. Després esperen, ocultes, una potencial presa. Quan aquesta arriba, se li llança a sobre, emboliquen la víctima en la tela i la mosseguen i paralitzen. D'aquesta forma, l'aranya gasta menys energia atrapant la presa que caçadores més primitives. També eviten la pèrdua energètica de teixir una teranyina completa.
Algunes aranyes són capaces d'utilitzar la tècnica de fil de monitoratge sense haver de teixir una tela en absolut. Nombrosos gèneres d'aranyes d'aigua posen les potes a la superfície de l'aigua (de forma similar a la utilitzada per aranyes de tela espiral). Quan un insecte cau en l'aigua i és atrapat per la tensió superficial, l'aranya pot detectar aquestes vibracions i córrer a capturar-lo.

## Galeria

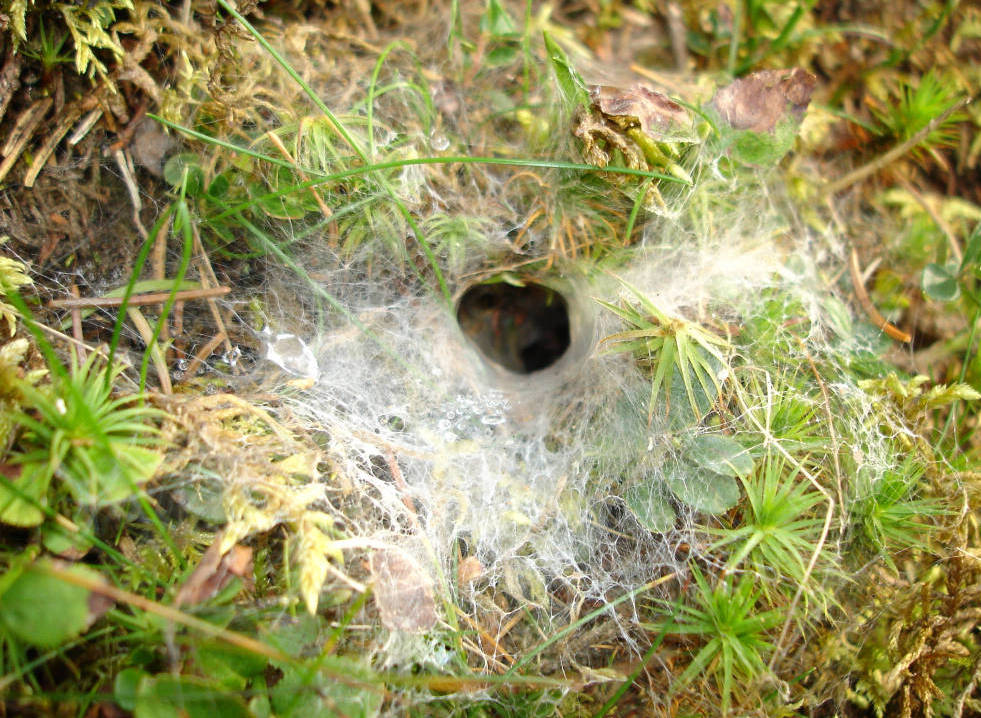
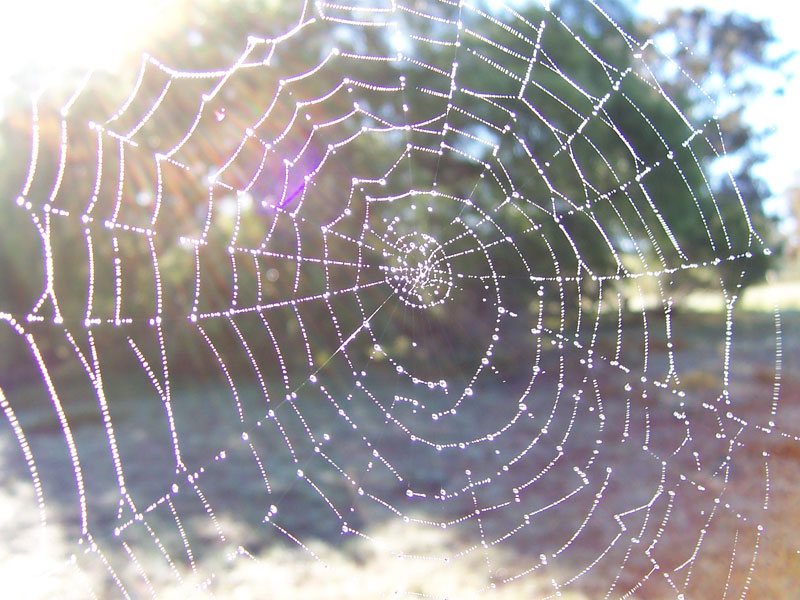
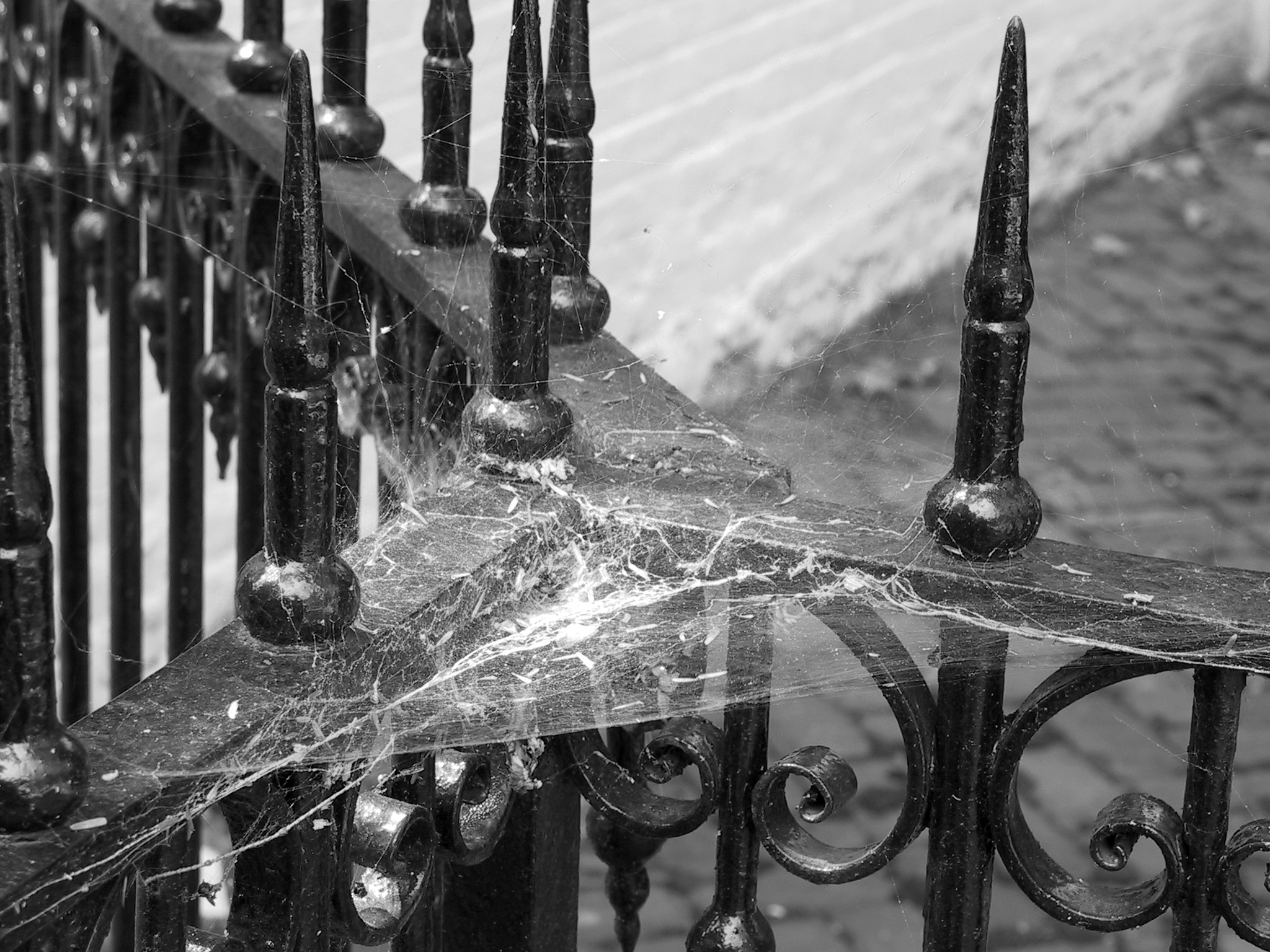
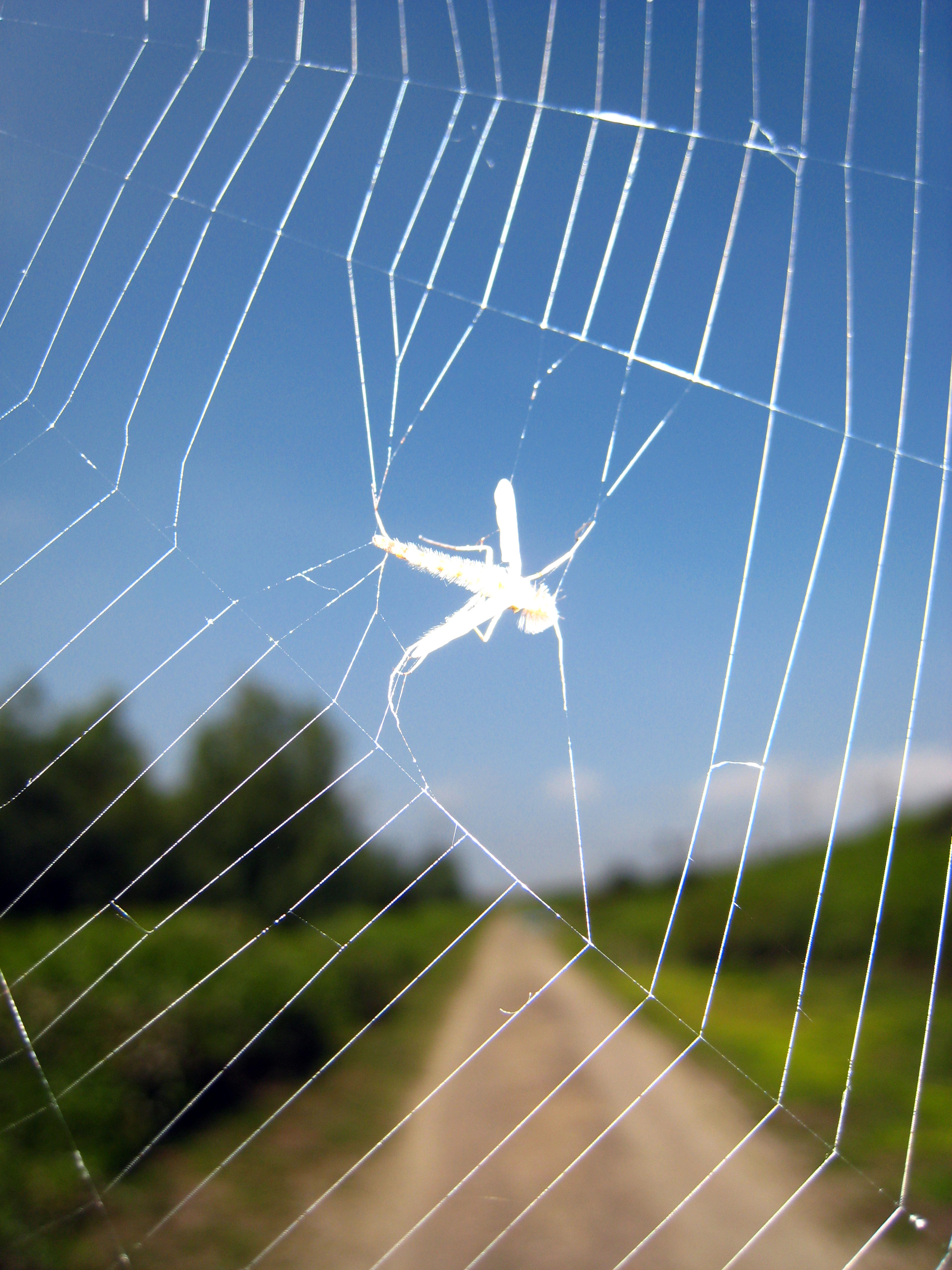
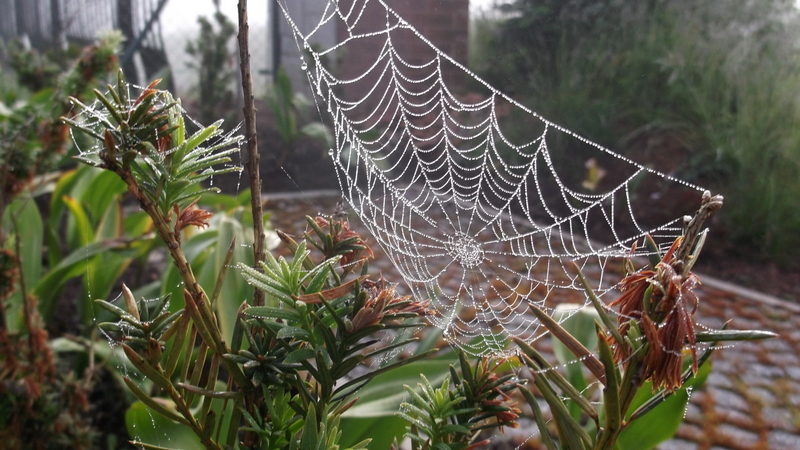
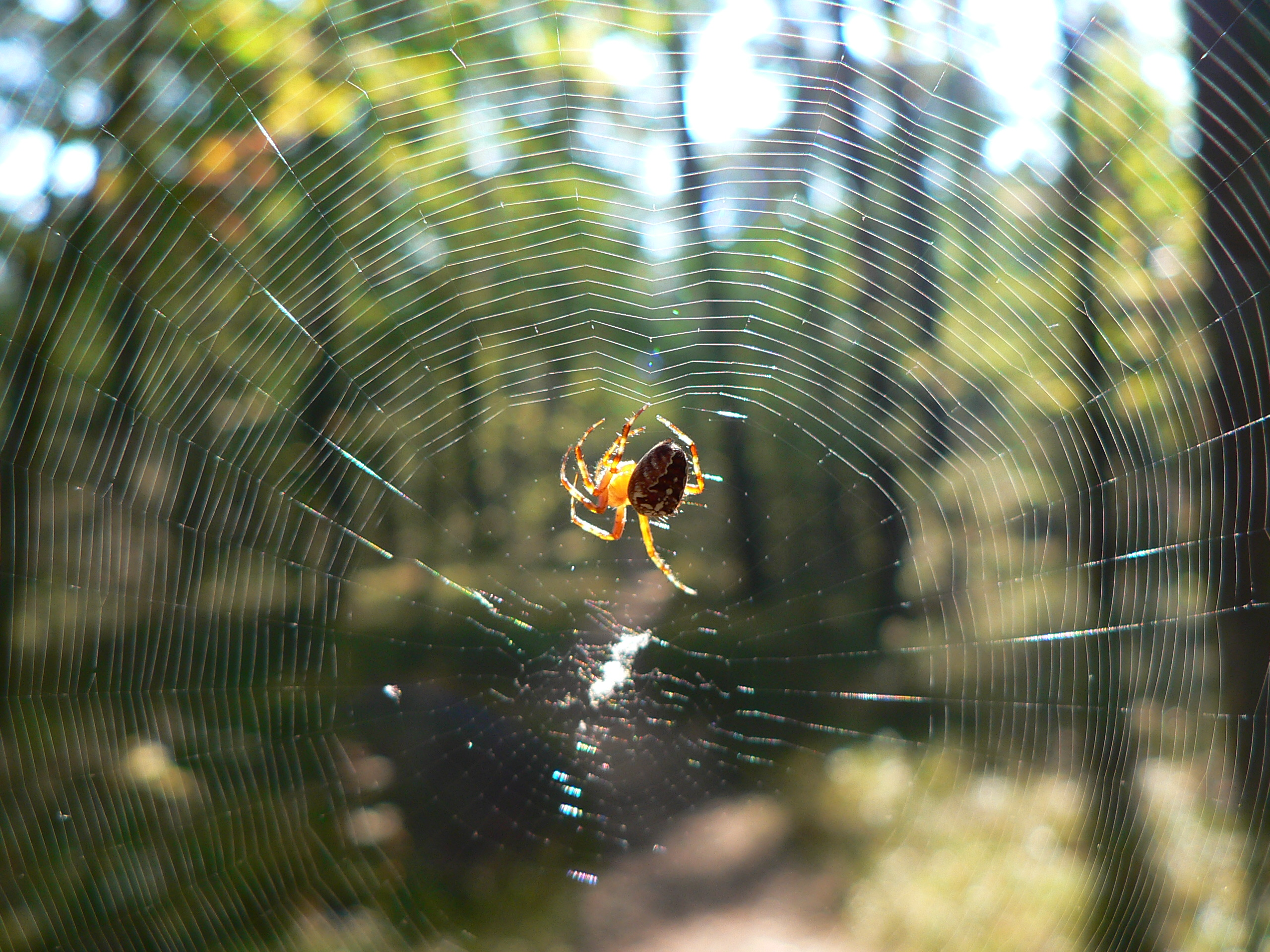
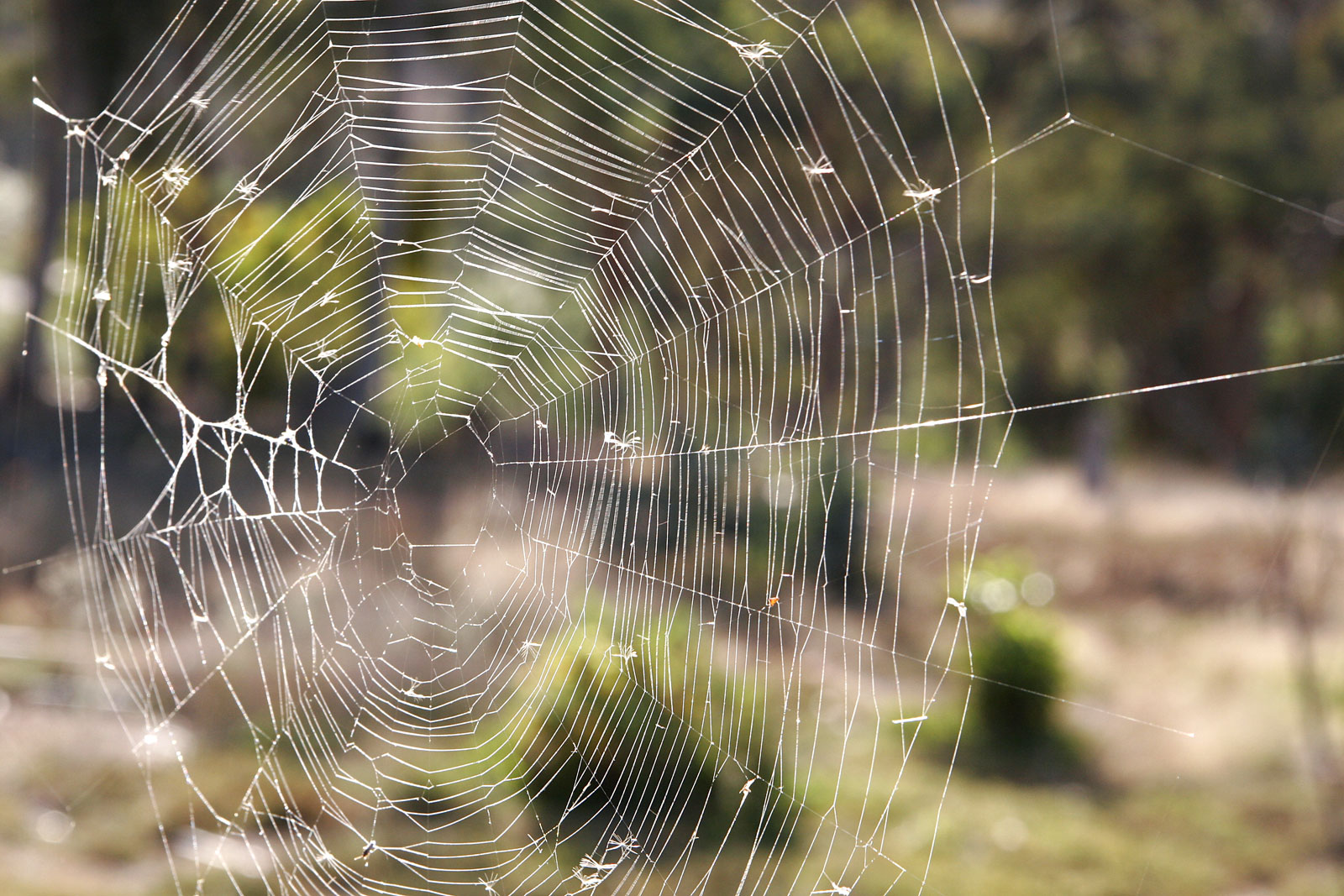
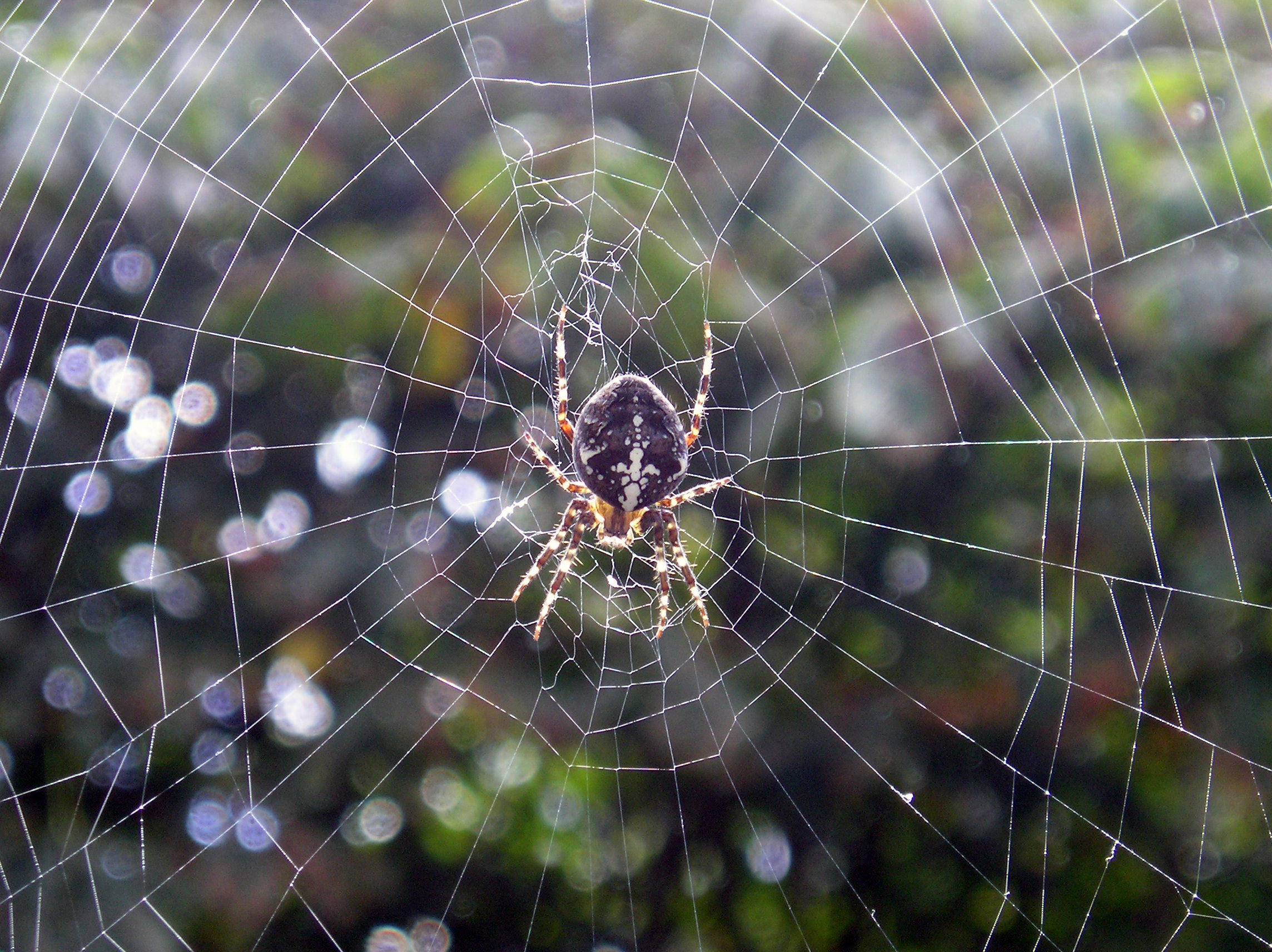